# Horizontal (album)
Horizontal studijski je album australskog rock sastava The Bee Gees, koji izlazi u siječnju 1968.g. Popis pjesama na albumu uključuje i velike međunarodne hit singlove "Massachusetts" i "World".
Između ostalog, materijal sadrži i skladbu "And the Sun Will Shine", ljubavna balada od Robina Gibba, koja je napisana u psihodeličnom tonu, gdje u pozadini svira pastoralni orkestar, kojemu dirigira Bill Shepherd. Ostale dvije Robinove skladbe nisu zabilježile veće zapažanje. "Harry Braff" skladba je o vozaču auto utrka, koja podsjeća na Beatlese i The Kinkse i jedna mučna "Really and Sincerely", koju je Robin emocionalno napisao kada je s tadašnjom suprugom Molly preživio tešku saobraćajnu nesreću s vlakom, prije nego što je album snimljen.
Psihodelija također obiluje s igrom riječi u skladbi "Lemons Never Forget", gdje prvu gitaru svira Vince Melouney, a klavir i bas-gitaru interpretira Maurice Gibb.
2006. godine izdavačka kuća Reprise Records objavljuje reizdanje albuma kao dvostruko CD izdanje. Na prvom CD-u nalazi se originalni materijal iz 1968., a na drugom CD-u nalaze se neobjavljene skladbe i alternativne snimke.

## Popis pjesama
1. "World" (B. Gibb/R. Gibb/M. Gibb) – 3:13
2. "And the Sun Will Shine" (B. Gibb/R. Gibb/M. Gibb) – 3:36
3. "Lemons Never Forget" (B. Gibb/R. Gibb/M. Gibb) – 3:04
4. "Really and Sincerely" (B. Gibb/R. Gibb/M. Gibb) – 3:29
5. "Birdie Told Me" (B. Gibb/R. Gibb/M. Gibb) – 2:24
6. "With the Sun in My Eyes" (B. Gibb/R. Gibb/M. Gibb) – 2:40
7. "Massachusetts" (B. Gibb/R. Gibb/M. Gibb) – 2:25
8. "Harry Braff" (B. Gibb/R. Gibb/M. Gibb) – 3:19
9. "Daytime Girl" (B. Gibb/R. Gibb/M. Gibb) – 2:34
10. "The Earnest of Being George" (B. Gibb/R. Gibb/M. Gibb) – 2:45
11. "The Change is Made" (B. Gibb/R. Gibb/M. Gibb) – 3:37
12. "Horizontal" (B. Gibb/R. Gibb/M. Gibb) – 3:34

- Bonus Disk iz 2006.

1. "Out of Line" (B. Gibb/R. Gibb/M. Gibb) – 3:00
2. "Ring My Bell" (B. Gibb/R. Gibb/M. Gibb) – 2:16
3. "Barker of the UFO" (B. Gibb) - 1:52
4. "Words" (B. Gibb/R. Gibb/M. Gibb) – 3:19
5. "Sir Geoffrey Saved the World" (B. Gibb/R. Gibb/M. Gibb) – 2:18
6. "Sinking Ships" (B. Gibb/R. Gibb/M. Gibb) – 2:22
7. "Really and Sincerely" [Alternativna verzija] (B. Gibb/R. Gibb/M. Gibb) – 3:28
8. "Swan Song" [Alternativna verzija] (B. Gibb/R. Gibb/M. Gibb) – 3:03
9. "Mrs. Gillespie's Refrigerator" (B. Gibb/R. Gibb) – 2:14
10. "Deeply, Deeply Me" (B. Gibb/R. Gibb/M. Gibb) – 3:09
11. "All My Christmases Come at Once" (B. Gibb/R. Gibb/M. Gibb) – 2:59
12. "Thank You for Christmas" (B. Gibb/R. Gibb/M. Gibb) – 1:54
13. Medley:
"Silent Night" (J. Mohr/F. Gruber)
"Hark! The Herald Angels Sing"* (C. Wesley/F. Mendelssohn) - 2:42

- The Medley, zapravo su miksane tri skladbe; "Mary's Boy Child", "Silent Night" i "The First Noël".

## Izvođači
- Barry Gibb — vokal, gitara
- Robin Gibb — vokal, orgulje
- Maurice Gibb — vokal, bas-gitara, pianino, mellotron
- Vince Melouney — prva gitara
- Colin Petersen — bubnjevi

### Produkcija
- Barry Gibb - producent snimanja
- Robin Gibb - producent
- Maurice Gibb - producent
- Robert Stigwood - producent
- Bill Shepherd - aranžer orkestra, dirigent
- Mike Claydon - audio projekcija
- Damon Lyon Shaw - audio projekcija
- John Pantry - audio projekcija

- Snimljeno u:
  - 17. srpnja 1967., Central Sound Studios, London
  - 25. srpnja i 10. kolovoza 1967., Chappell Studios, London
  - 9. kolovoza i 1. prosinca 1967. IBC Studios, London

## Top lista singlova
- rujan 1967.     Massachusetts / Barker of the UFO                    VB #1 / AUS #1 / GER #1 / JAP #1
- studeni 1967.     Massachusetts / Sir Geoffrey Saved the World       BRA #9 / SAD #11
- prosinac 1967.     World / Sir Geoffrey Saved the World (not US)     GER #1 / NZ #2 / VB #9 / JAP #24
- siječanj 1968.     Words / Sinking Ships                         GER #1 / CAN #4 / VB #8 / SAD #15
- veljača 1968.     And the Sun Will Shine / Really and Sincerely (FR)     FR #70

## Vanjske poveznice
- discogs.com - Bee Gees - Horizontal